# Lissocephala sanu
Lissocephala sanu är en tvåvingeart som beskrevs av Burla 1954. Lissocephala sanu ingår i släktet Lissocephala och familjen daggflugor.
Artens utbredningsområde är Elfenbenskusten. Inga underarter finns listade i Catalogue of Life.